# Sören Carlson
Karl Sören Carlson, född 17 februari 1919 i Överhogdals församling, Jämtlands län, död 17 juni 1987, var en svensk socialdemokratisk kommunalpolitiker.
Carlson, som var son till Axel Karlsson och Ida Nilsson, studerade vid folkhögskola och LO-skolan 1946–1947. Han var verksam som skogsarbetare, konditor, ombudsman i Svenska hjälpkommittén för Spanien, anställdes på Folksams reklamavdelning 1951, var personalchef från 1957 och socialborgarråd i Stockholms stad 1963–1973. Han var sekreterare i Folksams arbetsledarutredning 1955, styrelseledamot i AB Hyreshus, stiftelsen Bostäder för blinda, föreningen Nordens Stockholmsavdelning, Stockholms arbetarekommun, ledamot i Stockholms stadsfullmäktige, stadskollegium, drätselnämnd, skoldirektion, lärlings- och yrkesskolstyrelse samt Storstockholmsdelegationen.